# Wylie (Texas)
Wylie és una població dels Estats Units a l'estat de Texas. Segons el cens del 2006 tenia 32.696 habitants.

## Demografia
Segons el cens del 2000, Wylie tenia 15.132 habitants, 5.085 habitatges, i 4.108 famílies. La densitat de població era de 301,6 habitants per km².
Dels 5.085 habitatges en un 50,7% hi vivien nens de menys de 18 anys, en un 64,9% hi vivien parelles casades, en un 11,2% dones solteres, i en un 19,2% no eren unitats familiars. En el 15,3% dels habitatges hi vivien persones soles el 4,2% de les quals corresponia a persones de 65 anys o més que vivien soles. El nombre mitjà de persones vivint en cada habitatge era de 2,96 i el nombre mitjà de persones que vivien en cada família era de 3,29.
Per edats la població es repartia de la següent manera: un 33,4% tenia menys de 18 anys, un 7,2% entre 18 i 24, un 37,6% entre 25 i 44, un 15,9% de 45 a 60 i un 5,9% 65 anys o més.
L'edat mediana era de 31 anys. Per cada 100 dones de 18 o més anys hi havia 94,9 homes.
La renda mediana per habitatge era de 58.393$ i la renda mediana per família de 62.903$. Els homes tenien una renda mediana de 44.239$ mentre que les dones 31.084$. La renda per capita de la població era de 22.987$. Aproximadament el 2,4% de les famílies i el 3,4% de la població estaven per davall del llindar de pobresa.

## Poblacions més properes
El següent diagrama mostra les poblacions més properes.